# Jacques Chirac
Jacques René Chirac (29 tháng 11 năm 1932 – 26 tháng 9 năm 2019) là một nhà chính trị người Pháp. Ông đã được bầu làm Tổng thống Pháp vào năm 1995 và 2002. Với chức vụ tổng thống Pháp, ông đương nhiên kiêm tước vị Đồng hoàng tử của Andorra và Tổng Chỉ huy Binh đoàn Danh dự (Légion d'honneur, gồm những người được thưởng Huân chương Bắc Đẩu Bội tinh).
Vào năm 1959, sau khi kết thúc học tập tại Học viện Hành chính Quốc gia Pháp, Jacques Chirac bắt đầu sự nghiệp của mình với tư cách là một công chức cấp cao ngành dân chính, và một ít thời gian sau, Jacques Chirac bước vào sự nghiệp chính trị. Sau đó, ông đã giữ nhiều chức vụ quan trọng, như Bộ trưởng bộ Nông nghiệp, Thủ tướng, Thị trưởng Paris và rồi Tổng thống Pháp.
Ông đã bảo vệ nhiều ý tưởng như giảm thuế, cắt bỏ sự quản lý giá cả, đưa ra mức hình phạt thật nặng đối với tội ác cũng như nạn khủng bố, và việc tư nhân hóa lĩnh vực kinh doanh thương mại của đất nước. Ông cũng đã cố gắng bảo vệ những ý tưởng như chính sách kinh tế phải chịu trách nhiệm nhiều hơn nữa về các vấn đề xã hội, và đã được bầu làm tổng thống vào năm 1995 sau khi đã phát động một chiến dịch chính trị nhằm chữa "các vết rạn nứt của xã hội" (fracture sociale). Các chính sách kinh tế của ông đã nhiều lần bao gồm cả chính sách laissez-faire (lit. vô vi, để người dân muốn làm gì thì làm) lẫn chính sách dirigisme (lit. đường lối được chỉ bảo). Nói về các vấn đề liên quan đến cộng đồng Liên minh châu Âu, ông đã chấp nhận từ các quan điểm theo chủ nghĩa hoài nghi liên minh cho đến các quan điểm bảo vệ liên minh.
Vào năm 1956, ông cưới Bernadette Chodron de Courcel và đã có hai người con gái với bà, Laurence và Claude. Claude đã là người phụ trách phần hỗ trợ việc liên hệ với quần chúng của ông từ lâu và cũng là người cố vấn riêng của ông. Jacques Chirac là người theo đạo Thiên Chúa Giáo.
Năm 1979, AIMF (Association Internationale des Maires Francophones: Hiệp hội Quốc tế các thị trưởng nói tiếng Pháp) được thành lập theo sáng kiến của ông (khi đó còn là thị trưởng Paris) và thị trưởng Québec (Canada) là ông Jean Pelletier.
Bernadette và Jacques Chirac cũng đã nhận làm con nuôi một cách không chính thức một người thuyền nhân người Việt vào năm 1979. Cô ta tên là Anh Đào Traxel và lúc đó mới có 21 tuổi. Cô được coi như cô con gái nuôi của gia đình Chirac.

## Gia đình
Chirac, sinh tại bệnh viện Geoffroy Saint-Hilaire (Paris Ve), là con trai của Abel François Chirac (1893–1968), một viên chức hành chính thành công trong một công ty máy bay Pháp, và Marie-Louise Valette (1902–1973), một người nội trợ. Các cụ cả họ nội và họ ngoại của ông đều là nông dân, nhưng hai người ông đều là giáo viên tại Sainte-Féréole ở Corrèze. Theo Chirac, tên của ông "xuất phát từ langue d'oc, là những người hát rong, vì thế cũng là thi ca". Ông là một tín đồ Cơ đốc giáo La Mã.
Chirac là con trai duy nhất (chị ông, Jacqueline, mất lúc còn nhỏ khi ông mới ra đời), và ông được giáo dục tại Paris ở Lycée Carnot và Lycée Louis-le-Grand. Sau khi có bằng tú tài, ông làm việc ba tháng như một thủy thủ trên một chiếc tàu chở than.
Chirac chơi rugby union cho đội trẻ của Brive, và cũng chơi cho đội trường đại học. Ông chơi số 8 và ở hàng hai.
Năm 1956, ông cưới Bernadette Chodron de Courcel, và họ có hai con gái: Laurence (sinh 4 tháng 3 năm 1958) và Claude (14 tháng 1 năm 1962). Claude đã làm việc từ lâu như một trợ lý quan hệ công chúng và nhà cố vấn cá nhân, trong khi Laurence, vốn bị bệnh chán ăn từ nhỏ, không tham gia vào các hoạt động chính trị của cha. Chirac là ông của Martin Rey-Chirac theo quan hệ của Claude với vận động viên judo người Pháp Thierry Rey. Jacques và Bernadette Chirac cũng có một con gái nuôi, Anh Đào Traxel.

## Khởi đầu sự nghiệp chính trị (1950–1973)
Có cảm hứng từ Tướng Charles de Gaulle, Chirac bắt đầu theo đuổi một sự nghiệp phục vụ dân sự trong thập niên 1950. Trong giai đoạn này, ông gia nhập Đảng Cộng sản Pháp, bán báo L'Humanité, và tham gia vào các cuộc họp của một chi bộ cộng sản. Năm 1950, ông ký Yêu cầu Stockholm có ảnh hưởng của Liên Xô yêu cầu xoá bỏ vũ khí hạt nhân– khiến ông bị chất vấn khi xin visa đầu tiên vào Hoa Kỳ. Năm 1953, sau khi tốt nghiệp "Sciences Po", ông theo học trường mùa hè của Đại học Harvard trước khi vào École Nationale d'Administration (ENA), Grande école nơi dạy các nhân viên dân sự cao cấp nhất của Pháp, năm 1957.
Chirac đã được huấn luyện để trở thành sĩ quan dự bị tại kỵ binh thiết giáp ở Saumur. Sau đó ông tình nguyện tham gia Chiến tranh Algeria, và được gửi tới đó dù những thượng cấp của ông có sự e dè. Họ không muốn ông trở thành một sĩ quan bởi nghi ngại tư tưởng cộng sản của ông.
Sau khi rời ENA năm 1959, ông trở thành một nhân viên dân sự tại toà án Auditors. Tháng 4 năm 1962, Chirac được chỉ định làm lãnh đạo bộ máy nhân viên của Thủ tướng Georges Pompidou. Sự chỉ định này đã khởi đầu sự nghiệp chính trị của Chirac. Pompidou coi Chirac là người được bảo hộ của mình và gọi ông là "chiếc xe ủi của tôi" vì trình độ giải quyết công việc của ông. Tên hiệu "Chiếc xe ủi" đã được sử dụng trong giới chính trị Pháp. Chirac vẫn duy trì danh tiếng này. Năm 1995 một nhà ngoại giao ẩn danh người Anh nói Chirac "bỏ qua các tiểu tiết và đi thẳng tới vấn đề...Nó dễ chịu, dù bạn phải đeo dây an toàn khi làm việc với ông ta". Theo đề nghị của Pompidou, Chirac tranh cử theo phái de Gaulle vào một ghế trong Quốc hội năm 1967. Ông được bầu làm đại diện cho khu vực Corrèze quê hương, một cứ điểm mạnh của cánh tả. Thắng lợi đáng ngạc nhiên trong bối cảnh phe de Gaulle đang mất uy thế cho phép ông được vào chính phủ và trở thành Bộ trưởng các Vấn đề Xã hội. Dù Chirac có vị trí vững chắc trong phái de Gaulle, có quan hệ theo hôn nhân với người bạn duy nhất của vị tướng ở thời điểm Đề nghị ngày 18 tháng 6 năm 1940, thực tế ông là "người phe Pompidou" hơn là một "người phe de Gaulle".
Khi cuộc bất ổn của công nhân và sinh viên là chấn động nước Pháp tháng 5 năm 1968, Chirac đóng vai trò then chốt trong quá trình đàm phán. Sau đó, với tư cách thư ký nhà nước phụ trách kinh tế (1968–1971), ông đã làm việc thân cận với Valéry Giscard d'Estaing, người lãnh đạo bộ kinh tế và tài chính. Sau vài tháng ở bộ quan hệ nghị viện, chức vụ cao cấp đầu tiên của Chirac tới năm 1972 khi ông trở thành Bộ trưởng Nông nghiệp và phát triển nông thôn dưới quyền Pompidou, được bầu làm tổng thống năm 1969. Chirac nhanh chóng trở nên nổi tiếng như một nhà vô địch của các lợi ích của nông dân Pháp, và lần đầu tiên thu hút sự chú ý quốc tế khi ông tấn công các chính sách nông nghiệp của Hoa Kỳ, Tây Đức, và Hội đồng châu Âu vốn xung đột với các lợi ích của Pháp. Ngày 27 tháng 2 năm 1974, sau cuộc từ chức của Raymond Marcellin, Chirac được chỉ định làm Bộ trưởng Nội vụ. Ngày 21 tháng 3 năm 1974, ông huỷ bỏ dự án SAFARI vì các lo ngại về quyền riêng tư sau khi tờ Le Monde phát hiện ra nó. Từ tháng 3 năm 1974, ông được Tổng thống Pompidou giao phó chỉ huy chiến dịch tranh cử tổng thống dự định diễn ra vào năm 1976. Tuy nhiên, cuộc bầu cử đã diễn ra sớm hơn vì cái chết bất ngờ của Pompidou vào ngày 2 tháng 4.
Chirac đứng sau nỗ lực vô vọng tập hợp những người phái de Gaulle phía sau Thủ tướng Pierre Messmer. Jacques Chaban-Delmas thông báo tư cách ứng cử viên của mình dù có sự bác bỏ của "phải Pompidou". Chirac và những người khác xuất bản kêu gọi của 43 ủng hộ Giscard d'Estaing, lãnh đạo phái không de Gaulle trong nghị viện đa số. Giscard d'Estaing được bầu làm người kế nhiệm Pompidou sau một chiến dịch tranh cử có tính cạnh tranh nhất trong nhiều năm. Đối lại, vị tổng thống mới chọn Chirac lãnh đạo chính phủ.

## Thủ tướng, 1974–76
Khi Giscard trở thành tổng thống ông chỉ định Chirac làm Thủ tướng ngày 27 tháng 5 năm 1974 nhằm hoà giải giữa các phái "Giscard" và "không Giscard" trong nghị viện đa số. Ở tuổi 41, Chirac hiện lên như một hình mẫu của jeunes loups ("những con sói trẻ") của đời sống chính trị Pháp, nhưng ông phải đối mặt với sự thù địch của "Những ông trùm phái de Gaulle" những người tiếp tục coi ông là kẻ phản bội vì vai trò của ông trong chiến dịch tranh cử trước đó. Tháng 12 năm 1974, ông đảm nhận chức lãnh đạo Liên minh Dân chủ vì nền Cộng hoà (UDR) chống lại ý chí của các nhân vật cao cấp hơn của nó.
Với tư cách Thủ tướng, Chirac nhanh chóng thuyết phục những người phái de Gaulle rằng, dù có những cuộc cải cách xã hội do Tổng thống Giscard đưa ra, những giáo lý căn bản của chủ nghĩa de Gaulle, như quốc gia và sự độc lập châu Âu, vẫn sẽ được duy trì. Chirac được Pierre Juillet và Marie-France Garaud cố vấn, họ cũng là cựu cố vấn của Pompidou. Hai người tổ chức chiến dịch chống Chaban-Delmas năm 1974. Họ ủng hộ một cuộc xung đột với Giscard d'Estaing bởi họ cho rằng chính sách của ông làm hoang mang các cử tri bảo thủ. Dẫn chứng việc Giscard không muốn trao quyền lực cho mình, Chirac từ chức Thủ tướng năm 1976. Ông tiến hành xây dựng cơ sở chính trị của mình trong những đảng bảo thủ Pháp, với mục tiêu tái lập UDR của phái de Gaulle vào một nhóm tân de Gaulle mới, Tập hợp vì nền Cộng hoà (RPR).

### Vụ tranh cãi Osirak
Theo lời mời của Saddam Hussein (khi ấy là phó tổng thống Iraq, nhưng trên thực tế là vị độc tài), Chirac thực hiện một chuyến viếng thăm chính thức tới Baghdad năm 1975. Saddam đã thông qua một thoả thuận cho phép các công ty dầu mỏ Pháp một số ưu tiên cộng với 23% khoản chia từ dầu mỏ Iraq. Như một phần của thoả thuận này, Pháp bán cho Iraq lò phản ứng hạt nhân Osirak MTR, một kiểu được thiết kế để thí nghiệm các vật liệu hạt nhân.
Không quân Israel cho rằng hoạt động sắp tới của lò phản ứng là một mối đe doạ với an ninh của họ, và đã ném bom huỷ diệt lò phản ứng Osirak ngày 7 tháng 6 năm 1981, gây ra sự giận dữ lớn của các quan chức Pháp và Hội đồng Bảo an Liên hiệp quốc.
Thoả thuận Osirak một lần nữa gây ra tranh cãi trong giai đoạn 2002–2003, khi Hoa Kỳ quyết định xâm lược Iraq. Pháp, cùng với nhiều quốc gia châu Âu khác, dẫn đầu một nỗ lực ngăn cản cuộc xâm lược đó. Thoả thuận Osirak sau đó được một số cơ quan truyền thông Mỹ sử dụng để chống lại sự phản đối chiến tranh Iraq do Chirac lãnh đạo.

## Thị trưởng Paris (1977−1995)
Sau khi rời khỏi nội các, Chirac muốn giữ chức lãnh đạo cánh hữu để giành chức tổng thống. Tập hợp vì nền Cộng hoà được coi là một cơ cấu bầu cử chống lại Tổng thống Giscard d'Estaing. Một cách ngược đời, Chirac được hưởng lợi từ quyết định của Giscard thành lập một văn phòng thị trưởng tại Paris, vốn đã bị đình chỉ từ thời Công xã Paris năm 1871, bởi các lãnh đạo nền Đệ tam Cộng hoà (1871–1940) sợ rằng quyền lãnh đạo Paris sẽ khiến vị thị trưởng có quá nhiều quyền lực. Năm 1977, Chirac trở thành ứng cử viên chống lại Michel d'Ornano, một người bạn thân của tổng thống, và ông đã giành thắng lợi. Với tư cách thị trưởng Paris, ảnh hưởng chính trị của Chirac tăng lên. Ông giữ chức này đến năm 1995.
Những người ủng hộ Chirac chỉ ra rằng, với tư cách thị trưởng, ông đã thực hiện các chương trình giúp đỡ người già, người tàn tật, các bà mẹ độc thân, trong khi vấn khuyến khích các doanh nghiệp ở lại Paris. Những người phản đối ông cho rằng ông đã lập ra các chính sách "nhóm khách hàng", khuyến khích các công trình văn phòng với hậu quả làm thiệt hại đến chương trình nhà ở, khiến giá thuê nhà tăng cao và làm tồi tệ hơn tình hình của công nhân.
Chirac nhiều lần đã bị nêu tên trong các vụ nghi ngờ tham nhũng xảy ra trong nhiệm kỳ thị trưởng của ông, một số vũ đã dẫn tới những cáo buộc nghiêm trọng với một số chính trị gia và trợ lý của ông. Tuy nhiên, một quyết định tư pháp gây tranh cãi năm 1999 đã trao cho Chirac sự miễn tố khi ông đang là Tổng thống Pháp. Ông từ chối chứng nhận những vụ việc đó, cho rằng nó có thể không thích hợp với các chứng năng tổng thống của ông. Những vụ điều tra liên quan tới việc điều hành toà thị sảnh Paris, số lượng nhân viên của nó đã tăng 25% từ năm 1977 tới năm 1995 (với 2000 trong số xấp xỉ 35000 người tới từ vùng Corrèze nơi Chirac giữ ghế đại biểu), cũng như sự thiếu minh bạch liên quan tới các tài khoản bỏ thầu công cộng (marchés publics) hay khoản nợ của chính quyền, đã bị cản trở bởi việc không thể chất vấn ông với tư cách tổng thống. Các điều kiện của việc tư nhân hoá mạng lưới cấp nước Paris, được Générale và Lyonnaise des Eaux mua lại với giá rất rẻ, sau đó được Jérôme Monod, một người bạn thân của Chirac, điều hành cũng bị chỉ trích. Hơn nữa. Tờ báo trào phúng Le Canard enchaîné phát hiện số tiền "chi lương thực" rất cao của thành phố Paris (€15 triệu mỗi năm theo con số của Canard), các khoản chi thuộc quản lý của Roger Romani (người được cho đã tiêu huỷ mọi hồ sơ của giai đoạn 1978–1993 trong những cuộc đốt phá ban đêm giai đoạn 1999–2000). Mỗi năm hàng nghìn người được mời tới các buổi tiếp tân tại toà thị sảnh Paris, trong khi nhiều nhân vật chính trị, truyền thông và nghệ sĩ được ở trong những căn hộ tư thuộc sở hữu của thành phố.
Quyền miễn tố của Chirac chấm dứt khi ông rời nhiệm sở tháng 11 năm 2007, khi một hồ sơ sơ bộ về việc sử dụng sai mục đích quỹ công cộng được đưa ra chống lại ông. Chirac được cho là cựu tổng thống Pháp đầu tiên chính thức bị đặt dưới sự điều tra tội phạm.

## Đấu tranh cho quyền lãnh đạo của cánh hữu
Năm 1978, ông tấn công chính sách ủng hộ châu Âu của Valéry Giscard d'Estaing (VGE), và thực hiện một sự quay lại với chủ nghĩa quốc gia với Kêu gọi Cochin tháng 12 năm 1978, do hai cố vấn của ông là Marie-France Garaud và Pierre Juillet đưa ra, nó từng được Pompidou kêu gọi lần đầu tiên. Đang nằm viện tại Cochin sau một vụ đâm xe, ông tuyên bố rằng "như mọi khi về sự nhàm chán của Pháp, đảng ủng hộ nước ngoài hành động với tiếng nói hoà bình và đảm bảo của nó". Thêm nữa, ông chỉ định Ivan Blot, một trí thức sau này sẽ gia nhập, trong một khoảng thời gian, vào Mặt trận Quốc gia, làm giám đốc các chiến dịch tranh cử trong cuộc bầu cử châu Âu năm 1979. Sau những kết quả tồi của cuộc bầu cử, Chirac chia tay với Garaud và Juillet. Tuy nhiên, sự đối đầu đã được công khai với Giscard d'Estaing trở nên căng thẳng hơn. Dù nó thường được các nhà sử học diễn giải như một sự tranh giành giữa hai đối thủ thuộc hai phe của cánh hữu Pháp, những người Bonapart, đại diện bởi Chirac, và những người Orlean, đại diện bởi VGE, cả hai trên thực tế đều là thành viên của phe Tự do, truyền thống của những người Orlean, theo nhà sử học Alain-Gérard Slama. Nhưng sự thải hồi Baron là người phái de Gaull và của Tổng thống VGE đã thuyết phục Chirac lựa chọn một lập trường tân de Gaulle mạnh mẽ.
Chirac lần đầu ra tranh cử tổng thống chống lại Giscard d'Estaing trong cuộc bầu cử năm 1981, vì thế đã chia rẽ lá phiếu của phái trung hữu. Ông bị loại ở vòng một (18%) sau đó, ông đã lưỡng lự trong việc ủng hộ Giscard ở vòng hai. Ông từ chối đưa ra chỉ dẫn cho các cử tri RPR nhưng nói rằng ông ủng hộ tổng thống đương nhiệm "về năng lực cá nhân", trên thực tế có vẻ giống với một sự ủng hộ của ứng cử viên Đảng Xã hội (PS), François Mitterrand, người được bầu với đa số phiếu.
Giscard luôn lên án Chirac vì thất bại của mình. Ông được Mitterrand nói lại, trước khi ông mất, rằng Mitterrand đã ăn tối với Chirac trước cuộc bầu cử. Chirac đã nói với ứng cử viên Xã hội rằng ông muốn "thoát khỏi Giscard". Trong hồi ký của mình, Giscard đã viết rằng giữa hai vòng bầu cử, ông đã gọi điện tới trụ sở RPR. Ông giả giọng là một cử tri của cánh hữu. Nhân viên RPR đã tư vấn cho ông "chắc chắn không bầu cho Giscard!". Sau năm 1981, quan hệ giữa hai người trở nên căng thẳng hơn, với việc Giscard, thậm chí khi ông ở cùng trong liên minh chính phủ với Chirac, đã lợi dụng các cơ hội để chỉ trích các hành động của Chirac.
Sau cuộc bầu cử tổng thống tháng 5 năm 1981, cánh hữu cũng thua trong cuộc bầu cử lập pháp năm đó. Tuy nhiên, bởi Giscard đã thua cuộc, Chirac xuất hiện như lãnh đạo chính của phái cánh hữu. Vì những cuộc tấn công chống lại chính sách của chính phủ Xã hội của ông, ông dần liên kết với tư tưởng kinh tế tự do đang chiếm ưu thế, thậm chí nếu nó không tương thích với học thuyết de Gaulle. Tuy Mặt trận Quốc gia cực hữu phát triển, lợi dụng ưu thế của luật bầu cử đại diện tỷ lệ, ông đã ký một thoả thuận cơ sở về bầu cử với những người phái Giscard (và ít hay nhiều với những người Dân chủ Thiên chúa giáo) đảng Liên minh vì Dân chủ Pháp (UDF).

## "Cùng chung sống" lần thứ nhất (1986–1988) và "vượt sa mạc"
Khi liên minh cánh hữu RPR/UDF giành một chiến thắng với đa số sít sao tại Quốc hội trong cuộc bầu cử năm 1986, Mitterrand (PS) đã chỉ định Chirac làm Thủ tướng (dù nhiều người thân cận với Mitterrand đã đề nghị ông lựa chọn Jacques Chaban-Delmas). Thoả thuận chia sẻ quyền lực chưa từng có này, được gọi là cùng chung sống, đã khiến Chirac có vai trò lãnh đạo với các vấn đề trong nước. Tuy nhiên, mọi người nói chung cho rằng Mitterrand đã sử dụng những lĩnh vực dành riêng cho Tổng thống quốc phòng và đối ngoại để làm giảm giá trị của vị Thủ tướng.

### Nội các thứ hai của Chirac
(20 tháng 3 năm 1986 – 12 tháng 5 năm 1988)
- Jacques Chirac – Thủ tướng
- Jean-Bernard Raimond – Bộ trưởng Ngoại giao
- André Giraud – Bộ trưởng Quốc phòng
- Charles Pasqua – Bộ trưởng Nội vụ
- Édouard Balladur – Bộ trưởng Kinh tế, Tài chính và Tư nhân hoá
- Alain Madelin – Bộ trưởng Công nghiệp, Du lịch, Bưu chính và Viễn thông
- Philippe Séguin – Bộ trưởng Việc làm và các Vấn đề xã hội
- Albin Chalandon – Bộ trưởng Tư pháp
- René Monory – Bộ trưởng Giáo dục Quốc gia
- François Léotard – Bộ trưởng Văn hoá và Truyền thông
- François Guillaume – Bộ trưởng Nông nghiệp
- Bernard Pons – Bộ trưởng Lãnh thổ và Khu vực Hải ngoại
- Pierre Méhaignerie – Bộ trưởng Nhà ở, Trang bị, Kế hoạch Vùng và Vận tải
- André Rossinot – Bộ trưởng Quan hệ Nghị viện
- Michel Aurillac – Bộ trưởng Hợp tác

Nội các của Chirac đã bán rất nhiều công ty nhà nước, sửa chữa lại chương trình tự do hoá đã được đưa ra từ thời chính phủ Xã hội của Laurent Fabius (1984–1986, đặc biệt với chương trình tư nhân hoá ngành nghe nhìn của Fabius, dẫn tới việc thành lập Canal +), và xoá bỏ thuế đoàn kết trên tài sản (ISF), một loại thuế biểu tượng trên những nguồn tài nguyên rất lớn được chính phủ Mitterrand quyết định. 's government. Ở nơi khác, kế hoạch cải cách trường đại học (kế hoạch Devaquet) đã gây ra một cuộc khủng hoảng năm 1986 khi một thanh niên tên là Malik Oussekine (1964–1986) bị cảnh sát giết hại, dẫn tới những cuộc biểu tình lớn và đề xuất này đã phải rút lại. Trong những cuộc khủng hoảng sinh viên khác đã có dư luận nói rằng sự kiện này ảnh hưởng mạnh tới Jacques Chirac, trong tương lai sẽ trở nên cẩn thận với tình trạng bạo lực cảnh sát trong những cuộc tuần hành như vậy (ví dụ có thể giải thích một phần quyết định "ban hành nhưng không áp dụng" Hợp đồng Lao động Đầu tiên (CPE) sau những cuộc tuần hành lớn của sinh viên chống lại nó).
Một trong những hành động đầu tiên của ông liên quan tới các chính sách đối ngoại là gọi lại Jacques Foccart (1913–1997), người từng là cố vấn hàng đầu của de Gaulle và người kế nhiệm ông về các vấn đề châu Phi, được nhà báo Stephen Smith gọi là "người cha của mọi "mạng lưới" trên lực địa, khi ấy (năm 1986) đã 72 tuổi." Jacques Foccart, người đồng thành lập Service d'Action Civique của de Gaulle (SAC, bị Mitterrand giải tán năm 1982) cùng với Charles Pasqua, và từng là một nhân vật quan trọng của hệ thống "Françafrique", một lần nữa được gọi về Điện Elysée khi Chirac giành thắng lợi trong cuộc bầu cử tổng thống năm 1995. Hơn nữa, đương đầu với các phong trào chống chủ nghĩa đế quốc tại New Caledonia, Thủ tướng Chirac đã ra lệnh can thiệp quân sự chống lại những người ly khai tại hang Ouvéa, dẫn tới nhiều cái chết bi thảm. Ông được cho là đã từ chối bất kỳ một liên minh nào với Mặt trận Quốc gia của Jean-Marie Le Pen.

### Cuộc bầu cử tổng thống năm 1988 và sau đó
Chirac chạy đua chống lại Mitterrand khi ông này tìm kiếm nhiệm kỳ thứ hai trong cuộc bầu cử năm 1988. Ông giành được 20% phiếu bầu ở vòng một, nhưng thua ở vòng hai với chỉ 46%. Ông từ chức khỏi nội các và cánh hữu thua trong cuộc bầu cử lập pháp tiếp sau.
Lần đầu tiên, vai trò lãnh đạo đảng Tập hợp vì nền Cộng hoà của ông bị thách thức. Charles Pasqua và Philippe Séguin chỉ trích việc ông từ bỏ các học thuyết của de Gaulle. Về phía hữu, một thế hệ chính trị gia mới, "những người cải cách", buộc tội Chirac và Giscard phải chịu trách nhiệm về những thất bại bầu cử. Năm 1992, tin rằng một người không thể trở thành Tổng thống khi ủng hộ các chính sách chống châu Âu, ông kêu gọi "đồng ý" trong cuộc trưng cầu dân ý về Hiệp ước Maastricht, chống lại ý kiến của Pasqua, Séguin và đa số cử tri của đảng Tập hợp vì nền Cộng hoà, những người lựa chọn "không".
Khi ông vẫn còn là thị trưởng Paris (từ năm 1977), Chirac đã tới Abidjan (Côte d'Ivoire) nơi ông ủng hộ Tổng thống Houphouët-Boigny (1960–1993), dù ông này bị dân chúng địa phương gọi là "thằng ăn trộm". Sau đó Chirac tuyên bố rằng chủ nghĩa đa đảng là một "kiểu xa xỉ."
Tuy nhiên, cánh hữu đã giành thắng lợi trong cuộc bầu cử lập pháp năm 1993. Chirac thông báo rằng ông không muốn quay trở lại làm Thủ tướng, đề nghị chỉ định Edouard Balladur, người từng hứa sẽ không ra tranh chức tổng thống chống lại Chirac năm 1995. Tuy nhiên, tận dụng lợi thế từ những kết quả tốt trong các cuộc thăm dò ý kiến dân chúng, Balladur đã quyết định ra tranh cử, với sự ủng hộ của đa số chính trị gia cánh hữu. Thời điểm ấy Chirac đã chia rẽ với một số bạn bè và đồng minh, gồm cả Charles Pasqua, Nicolas Sarkozy, vân vân, những người ủng hộ Balladur. MỘt nhóm nhỏ "người trung thành" ở lại với ông, gồm cả Alain Juppé và Jean-Louis Debré. Khi Nicolas Sarkozy trở thành Tổng thống năm 2007, Juppé là một trong số ít "đồng minh của Chirac" phục vụ trong chính phủ của François Fillon.

## Nhiệm kỳ tổng thống đầu tiên (1995–2002)

Jacques Chirac cùng Bill Clinton bên ngoài Điện Élysée.

Trong chiến dịch tranh cử tổng thống năm 1995, Chirac chỉ trích "ý tưởng duy nhất" (pensée unique) của chủ nghĩa tự do mới đại diện bởi đối thủ của mình trong cánh hữu và hứa hẹn giảm bớt sự "chia tách xã hội", đặt mình ở trung tâm hơn và vì thế buộc Balladur trở thành cấp tiến. Cuối cùng, ông giành nhiều phiếu hơn Balladur ở vòng một (20.8%), và sau đó đánh bại ứng cử viên Xã hội Lionel Jospin ở vòng hai (52.6%).
Chirac được bầu với những cam kết cắt giảm thuế và các chương trình việc làm, nhưng chính sách của ông không hướng nhiều tới việc xoa dịu các cuộc đình công công nhân trong những tháng cầm quyền đầu tiên. Ở trong nước, các biện pháp kinh tế tự do mới được Chirac và chính phủ của Thủ tướng Alain Juppé đưa ra, gồm cắt giảm ngân sách, đã bị chứng minh rất mất lòng dân. Ở cùng thời điểm đó, mọi việc trở nên rõ ràng rằng Juppé và những người khác đã được nhận những ưu đãi về nhà ở nhà nước, cũng như những ưu tiên khác. Cuối năm ấy Chirac phải đối mặt với các cuộc đình công lớn của công nhân, và vào tháng 11, 12 năm 1995, đã trở thành một cuộc tổng đình công, một trong những cuộc đình công lớn nhất kể từ tháng 5 năm 1968. Các cuộc tuần hành chủ yếu chống lại kế hoạch của Juppé về cải cách lương bổng, và dẫn tới việc ông này mất chức.
Ngay sau khi nhậm chức, Chirac – đã phải đối đầu với những phản ứng mạnh mẽ từ các tổ chức bảo vệ môi trường – trước việc Pháp nối lại các cuộc thử nghiệm vũ khí hạt nhân tại Đảo san hô Mururoa ở Polynesia thuộc Pháp năm 1995, vài tháng trước khi ký kết Hiệp ước Cấm Thử nghiệm Toàn diện. Trước sự phản đối, Chirac đã nói, "Bạn chỉ cần nhìn lại năm 1935...Có những người khi ấy phản đối việc Pháp tự vũ trang, và xem điều gì đã xảy ra." Ngày 1 tháng 2 năm 1996, Chirac thông báo rằng Pháp đã chấm dứt "dứt khoát" hành động thử vũ khí hạt nhân, với dự định tán thành Hiệp ước Cấm Thử nghiệm Toàn diện.
Được bầu làm Tổng thống của nền Cộng hoà, ông từ chối thảo luận sự tồn tại của các căn cứ quân sự Pháp tại châu Phi, dù có những yêu cầu của Bộ trưởng Quốc phòng và Quai d'Orsay (Bộ Ngoại giao). Vì thế quân đội Pháp vẫn ở lại Côte d'Ivoire cũng như tại Gabon của Omar Bongo.
Năm 1997, Chirac giải tán nghị viện cho một cuộc bỏ phiếu lập pháp sớm trong một canh bạc nhằm thúc đẩy sự ủng hộ cho chương trình kinh tế mang tính bảo thủ của mình, nó đã gây ra một sự phản ứng, và quyền lực của ông đã suy yếu đi bởi sự phản ứng sau đó. Đảng Xã hội (PS), cùng với nhiều đảng cánh tả khác, đã đánh bại liên minh bảo thủ của Chirac với thắng lợi vang dội, buộc Chirac bước vào một giai đoạn sống chung mới với Jospin là Thủ tướng (1997–2002), và nó kéo dài năm năm.
Sự cùng chung sống làm suy yếu đáng kể quyền lực tổng thống của Chirac. Tổng thống pháp, theo một thông lệ hiến pháp, chỉ quản lý các chính sách đối ngoại và quân sự, và thậm chí khi ấy, việc bố trí ngân sách thuộc quyền kiểm soát của nghị viện và dưới ảnh hưởng mạnh của Thủ tướng. Với việc giản tán nghị viện trước kỳ hạn và kêu gọi cuộc bầu cử mới, tổng thống chỉ còn lại ít quyền lực để gây ảnh hưởng tới chính sách công về tội phạm, nền kinh tế, và các lĩnh vực dịch vụ công cộng. Chirac nắm lấy cơ hội để định kỳ lên tiếng chỉ trích chính phủ Jospin.
Tuy nhiên, vị trí của ông đã bị suy yếu bởi scandal về vấn đề cung cấp tài chính cho đảng Tập hợp vì nền Cộng hoà bởi toà thị chính Paris. Năm 2001, cánh tả, đại diện bởi Bertrand Delanoë (PS), giành chiến thắng với đa số trong hội đồng thủ đô. Jean Tiberi, người kế nhiệm Chirac tại toà thị sảnh Paris, bị buộc phải từ chức sau khi bị đặt trước các cuộc điều tra vào tháng 6 năm 1999 về các trách nhiệm về buôn bán ảnh hưởng trong HLM của các công việc của Paris (liên quan tới việc cung cấp tài chính bất hợp pháp cho đảng Tập hợp vì nền Cộng hoà). Tiberi cuối cùng bị trục xuất khỏi đảng Tập hợp vì nền Cộng hoà, đảng của Chirac, ngày 12 tháng 10 năm 2000, tuyên bố trên tờ Le Figaro ngày 18 tháng 11 năm 2000: "Jacques Chirac không còn là bạn tôi nữa." Sau khi băng video Méry được Le Monde xuất bản ngày 22 tháng 9 năm 2000, trong đó Jean-Claude Méry, chịu trách nhiệm về tài chính của RPR, trực tiếp buộc tội Chirac tổ chức mạng lưới, và đã đích thân có mặt ngày 5 tháng 10 năm 1986, khi Méry trao 5 triệu Franc tiền mặt, có từ các công ty hưởng lợi từ các hợp đồng với nhà nước, cho Michel Roussin, thư ký (directeur de cabinet) của Chirac, Chirac từ chối tuân theo lệnh triệu tập của thẩm phán Eric Halphen, và các cấp bậc cao nhất của ngành tư pháp Pháp đã tuyên bố rằng ông không thể bị buộc tội khi đang đương chức.
Trong hai nhiệm kỳ của mình, ông đã tăng tổng ngân sách của Điện Elysee thêm 105% (hiện ở mức €90 triệu, trong khi 20 năm trước nó chỉ xấp xỉ €43.7 triệu). Ông đã tăng gấp đôi số xe của tổng thống – hiện có 61 xe và 7 scooter trong garage Điện Elyseé. Ông đã thuê thêm 145 nhân viên – tổng số người ông đã sử dụng đồng thời là 963.

### Chính sách quốc phòng
Là chỉ huy tối cao của các lực lượng vũ trang Pháp, ông đã giảm ngân sách quân đội Pháp, như người tiền nhiệm đã làm. Hiện chi phí cho quân đội chiếm 3% GDP. Năm 1998 tàu sân bay Clemenceau được giải giới sau 37 năm phục vụ, và một tàu sân bay khác được giải giới hai năm sau sau 37 năm phục vụ, khiến Hải quân Pháp không có tàu sân bay nào cho tới năm 2001, khi tàu sân bay Charles de Gaulle được đưa vào hoạt động. Ông cũng đã giảm các chi phí cho các loại vũ khí hạt nhân và kho vũ khí hạt nhân của Pháp hiện gồm 350 đầu đạn, có thể so sánh với kho vũ khí hạt nhân của Nga với 16000 đầu đạn. Ông cũng xuất bản một kế hoạch với mục tiêu nối lại việc cắt giảm số máy bay chiến đấu của quân đội Pháp 30 chiếc.

## Nhiệm kỳ tổng thống thứ hai (2002–2007)
Ở độ tuổi 69, Chirac thực hiện cuộc tranh cử tổng thống thứ tư của mình năm 2002. Ông là lựa chọn đầu tiên của chưa tới một trong năm cử tri ở vòng một trong cuộc bầu cử tổng thống tháng 4 năm 2002. Mọi người chờ đợi ông sẽ đối mặt với đương kim thủ tướng Lionel Jospin (PS) ở vòng hai cuộc bầu cử; thay vào đó, Chirac lại đối đầu với chính trị gia cực hữu gây nhiều tranh cãi Jean-Marie Le Pen của Mặt trận Quốc gia (FN), và vì thế đã giành thắng lợi với cách biệt rất lớn (82 phần trăm); mọi đảng ngoài Mặt trận Quốc gia (ngoại trừ Lutte ouvrière) đều kêu gọi tẩy chay Le Pen, thậm chí khi việc đó đồng nghĩa với việc bỏ phiếu cho Chirac. Những slogan kiểu "bỏ phiếu cho kẻ lừa gạt, không bỏ phiếu cho tên phát xít" hay "bỏ phiếu với một mảnh vải bịt mũi" xuất hiện, khi những cuộc tuần hành lớn trong giai đoạn giữa hai vòng bầu cử diễn ra trên khắp nước Pháp. Chirac ngày càng mất lòng dân ở nhiệm kỳ thứ hai. Theo một cuộc điều tra tháng 7 năm 2005, 32% ủng hộ Chirac và 63% không ủng hộ. Năm 2006, tờ The Economist đã viết rằng Chirac "là người Tổng thống không được lòng dân nhất trong lịch sử nền đệ ngũ cộng hoà."

### Đầu nhiệm kỳ
Khi Đảng Xã hội cánh tả xáo trộn sau thất bại của Jospin, Chirac đã tổ chức lại chính trị cánh hữu, thành lập một đảng mới, ban đầu gọi là Liên minh của Đa số Tổng thống, sau đó là Liên minh vì một Phong trào Nhân dân (UMP). Đảng Tập hợp vì nền Cộng hoà đã tan vỡ; một số thành viên đã lập ra Eurosceptic ly khi. KHi những người tự do phái Giscar của Liên minh Dân chủ Pháp (UDF) đã chuyển theo cánh hữu. UMP giành thắng lợi dễ dàng trong cuộc bầu cử nghị viện sau cuộc bầu cử tổng thống.
Trong một chuyến thăm chính thức tới Madagascar ngày 21 tháng 7 năm 2005, Chirac đã miêu tả sự đàn áp cuộc nổi dậy Malagasy năm 1947, khiến từ 80,000 tới 90,000 người chết, là "không thể chấp nhận".
Dù có sự chống đối trước đó với sự can thiệp của chính phủ Chirac thông qua gói hỗ trợ 2.8 tỷ euro cho người khổng lồ trong lĩnh vực sản xuất Alstom đang gặp khó khăn. Tháng 10 năm 2004, Chirac đã ký một thoả thuận thương mại với Chủ tịch Cộng hoà Nhân dân Trung Hoa Hồ Cẩm Đào nơi Alstom đã được trao các hợp đồng trị giá 1 tỷ euro và những hứa hẹn khoản đầu tư tương lai vào Trung Quốc.

### Âm mưu ám sát
Ngày 14 tháng 7 năm 2002, trong lễ kỷ niệm Ngày Bastille, Chirac đã thoát khỏi một âm mưu ám sát bởi một tay súng đơn độc với một khẩu súng giấu trong hộp đàn guitar. Kẻ ám sát đã bắn một viên đạn về phía đoàn xe hộ tống tổng thống, trước khi bị những người xung quanh khống chế. Người này, Maxime Brunerie, đang phải trải qua những cuộc thử nghiệm tâm thần; nhóm bạo lực cực hữu mà ông ta tham gia, Unité Radicale, sau đó đã bị giải tán.

### Đột quỵ
Đầu tháng 9 năm 2005, ông trải qua cái mà các bác sĩ miêu tả là một 'vascular incident'. Nó được thông báo là một cơn 'đột quỵ nhỏ' (cũng được gọi là chứng thiếu máu cục bộ thoáng qua). Ông đã hồi phục và quay trở lại nhiệm sở ngay sau đó.

### Cuộc trưng cầu dân ý năm 2005 về TCE
Ngày 29 tháng 5 năm 2005, một cuộc trưng cầu dân ý được tổ chức tại Pháp để quyết định việc liệu nước này có phê chuẩn hiệp ước đề xuất một Hiến pháp của Liên minh châu Âu (TCE). Kết quả là một chiến thắng dành cho phe phản đối, với 55% cử tri bác bỏ hiệp ước với tổng số 69% cử tri đi bầu, đây là một thất bại to lớn của Chirac và đảng UMP, cũng như phe trung tả ủng hộ TCE.

### Chính sách đối ngoại

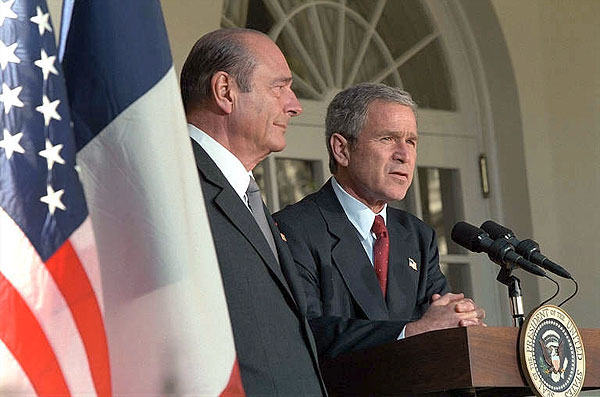
Jacques Chirac với George W. Bush. Chirac ca ngợi việc bắt giữ Saddam nhưng có lập trường phản đối cuộc chiến.

Cùng với Gerhard Schröder, Chirac là một trong những lãnh đạo hàng đầu lên tiếng phản đối cách cư xử của chính quyền Bush với Iraq. Dù có sức ép lớn của Hoa Kỳ, Chirac đã đe doạ phủ quyết, một nghị quyết tại Hội đồng Bảo an Liên hiệp quốc, ở thời điểm nó được đưa ra, sẽ cho phép sử dụng vũ lực loại bỏ cái gọi là vũ khí huỷ diệt hàng loạt tại Iraq, và yêu cầu các chính phủ khác ủng hộ quan điểm của mình. "Iraq ngày nay không phải là một mối đe doạ trước mắt khiến cần phải có một cuộc chiến lập tức", Chirac nói ngày 18 tháng 3 năm 2003. Chirac sau đó trở thành mục tiêu tấn công của nhiều nhà bình luận Anh và Mỹ ủng hộ những quyết định của Bush và Tony Blair. Thủ tướng đương nhiệm Dominique de Villepin đã có được sự ủng hộ của dân chúng cho bài phát biểu chống chiến tranh của ông tại Liên hiệp quốc (UN). Tuy nhiên, sau những tranh cãi liên quan tới các black sites của CIA và chương trình extraordinary rendition, báo chí phát hiện các lực lượng đặc biệt của Pháp đã phối hợp với Washington ở cùng thời điểm Villepin phản đối chính sách đối ngoại Hoa Kỳ tại trụ sở Liên hiệp quốc ở New York.
Sau khi lãnh đạo Togo Gnassingbé Eyadéma chết ngày 5 tháng 2 năm 2005, Chirac đã bày tỏ lòng thương tiếc và ủng hộ con trai ông, Faure Gnassingbé, người kế vị cha từ thời điểm ấy.
Ngày 19 tháng 1 năm 2006, Chirac nói rằng Pháp đang chuẩn bị tung ra một cuộc tấn công hạt nhân chống lại bất kỳ quốc gia nào bảo trợ tấn công khủng bố chống lại các lợi ích của Pháp. Ông nói kho vũ khí hạt nhân của Pháp đã được tái định dạng để có khá năng thực hiện một cuộc tấn công trả đũa chủ nghĩa khủng bố.

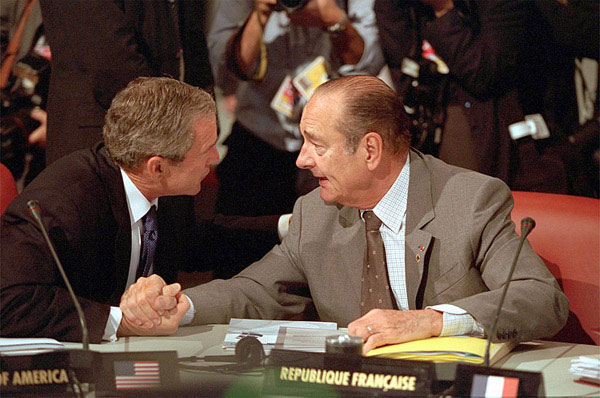
Chirac và George W. Bush tại Hội nghị thượng đỉnh G8 lần thứ 27, 21 tháng 7 năm 2001.

Tháng 7 năm 2006, G8 họp để bàn thảo về các lo ngại về năng lượng quốc tế. Dù có sự gia tăng nhận thức về các vấn đề ấm lên toàn cầu, G8 tập trung vào các vấn đề "an ninh năng lượng". Chirac tiếp tục là cá nhân bên trong Hội nghị thượng đỉnh G8 lên tiếng ủng hộ hành động quốc tế đối phó với sự ấm lên toàn cầu và những lo ngại về thay đổi khí hậu. Chirac cảnh báo rằng "nhân loại đang nhảy múa trên một núi lửa" và kêu gọi những hành động nghiêm túc của lãnh đạo các quốc gia công nghiệp hoá.

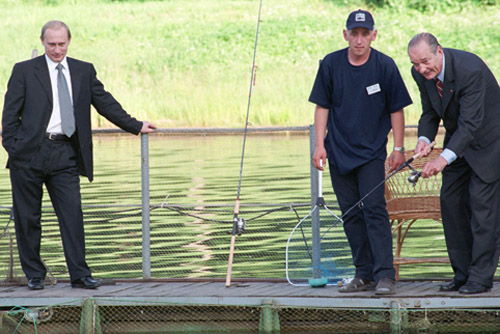
Jacques Chirac câu cá với Tổng thống Nga Vladimir Putin tại một nhà hàng ở Saint Petersburg, 2001

### Tình trạng bất ổn dân sự năm 2005 và các cuộc phản đối CPE
Sau những cuộc phản kháng lớn của sinh viên vào mùa xuân năm 2005, và tiếp đó là tình trạng bất ổn dân sự vào mùa thu năm 2005 sau cái chết của hai thanh niên tại Clichy-sous-Bois, một trong những khu vực nghèo nhất của Pháp ở ngoại ô Paris, Chirac đã rút lại chương trình Hợp đồng Lao động Đầu tiên (CPE) đã được đề xuất bằng cách "ban hành [nó] mà không áp dụng nó", một hành động chưa từng có và, theo một số cáo buộc, bất hợp pháp để xoa dịu những cuộc phản kháng trong khi vẫn giữ được lời nói, và vì thế vẫn tiếp tục sự ủng hộ của ông dành cho Thủ tướng Dominique de Villepin.

### Vụ Clearstream
Trong tháng 4 và tháng 5 năm 2006, chính quyền Chirac gặp rắc rối bởi một vụ khủng hoảng bởi Thủ tướng mà ông lựa chọn, Dominique de Villepin, bị buộc tội yêu cầu Philippe Rondot, một điệp viên hàng đầu của Pháp, bí mật điều tra đối thủ chính trị hàng đầu của mình, Nicolas Sarkozy, vào năm 2004. Vấn đề này đã được gọi là Vụ Clearstream thứ hai. Ngày 10 tháng 5 năm 2006, sau một cuộc họp Nội các, Chirac đã có một lần xuất hiện hiếm hoi trên truyền hình tìm cách bảo vệ Villepin khỏi vụ scandal và bác bỏ những cáo buộc rằng chính Chirac đã lập một tài khoản ngân hàng tại Nhật với 300 triệu franc năm 1992 khi còn làm Thị trưởng Paris. Chirac đã nói rằng "Nền Cộng hoà không phải là một chế độ độc tài của những lời đồn đoán, một chế độ độc tài của sự vu khống."

### Thông báo không tranh cử nhiệm kỳ ba
Trong một chương trình TV được ghi từ trước phát sóng ngày 11 tháng 3 năm 2007, Jacques Chirac đã thông báo, trong một hành động được dự đoán từ trước, rằng ông sẽ không tìm kiếm một nhiệm kỳ tổng thống Pháp thứ ba. "Phục vụ nước Pháp, và phục vụ hoà bình, là điều tôi đã cam kết cả đời mình", Chirac nói, thêm rằng ông sẽ tìm kiếm những cách mới để phục vụ nước Pháp sau khi rời nhiệm sở. Ông không giải thích những lý do cho quyết định này. Trong chương trình truyền hình, Chirac đã không ủng hộ bất kỳ ứng cử viên nào đang chạy đua, nhưng đã dành nhiều phút để phát biểu chống lại chính trị cực hữu được cho là ám chỉ tới việc cử tri không nên bỏ phiếu cho Jean-Marie Le Pen và một sự gợi ý dành cho Nicolas Sarkozy không lên hướng chiến dịch tranh cử của mình theo các chủ đề có liên quan truyền thống tới Le Pen.

## Cuộc sống sau khi nghỉ hưu
Sau khi nhiệm kỳ tổng thống chấm dứt, Chirac trở thành thành viên trọn đời của Hội đồng Lập hiến Pháp. Ông lần đầu tiên tham gia Hội đồng ngày 15 tháng 10 năm 2007, sáu tháng sau khi thôi chức Tổng thống. Ngay sau chiến thắng của Sarkozy, Chirac đã rời tới một căn hộ rộng 180 mét vuông trên Ke Voltaire ở Paris do gia đình cựu Thủ tướng Liban Rafik Hariri thuê cho ông. Trong thời gian diễn ra vụ Didier Schuller, ông này đã buộc tội Hariri đã tham gia vào việc cung cấp tiền bất hợp pháp cho các chiến dịch chính trị của Tập hợp vì nền Cộng hoà, nhưng phía tư pháp đã ngừng vụ việc mà không điều tra thêm. Ngày 11 tháng 4 năm 2008, văn phòng của Chirac thông báo ông đã trải qua một cuộc phẫu thuật thành công để lắp đặt một máy điều hoà nhịp tim. Tháng 1 năm 2009 có thông báo rằng Chirac đã phải vào bệnh viện sau khi bị con chó xù của ông là Maltese tấn công.
Ngay sau khi rời văn phòng, ông đã thành lập Quỹ Jacques Chirac vì Phát triển Bền vững và Đối thoại Văn hoá.
Với tư cách cựu Tổng thống, ông được bảo vệ và hưởng hưu bổng trọn đời.

### Bị tố tham nhũng
Chirac bị truy tố tội tham nhũng trong thời gian làm thị trưởng thành phố Paris. Cáo trạng phần lớn liên quan đến bạn bè cùng những đồng minh chính trị của ông, như cho họ được lãnh lương hậu và chi tiêu trả cho 21 công việc "ma" ở trong thành phố. Nếu đem ra xét xử, Chirac có thể bị buộc tội lạm dụng công quỹ và bội ước. Một số chứng cớ dùng để buộc tội ông gồm đoạn phim thu năm 1999, của một người chuyên dàn xếp những rắc rối chính trị và phát triển gia cư tên Jean-Claude Méry đã quá vãng. Ông này xác định rõ ràng rằng Chirac đã nhận ít nhất là 500.000 bảng Anh, tức khoảng $823.000 tiền hối lộ.
Vợ ông Chirac là bà Bernadette và con gái là Claude xác nhận có biết đến "những va ly đầy tiền mặt" dùng để chi trả cho mọi thứ, từ các chuyến bay đi nghỉ mát với gia đình đến công vụ. Chirac vẫn luôn xác nhận đó là tiền quỹ của gia đình và tiền hoa hồng chứ không phải tiền ăn hối lộ. Lời công bố được đưa ra ngày 29 tháng 10 năm 2009, không đầy một năm sau khi Jean-Claude Martin, công tố trưởng Paris xác nhận không có vụ nào kiện Chirac đang được tiến hành.
Tuy vậy, một vị thẩm phán tên Xaviere Simeoni, sau khi duyệt lại chứng cớ đã công nhận rõ ràng là có hành vi tham nhũng. Một tòa kháng án sẽ nghe xem có sự phản kháng nào về lời cáo buộc trên không, trước khi quyết định đưa ra xét xử. Chirac bị điều tra về những hợp đồng mà tòa thị chính Paris đã cho bạn bè và những người cùng cộng tác với ông được trúng thầu, điều mà người ta cáo buộc là đặc ân chính trị.
Những cáo buộc còn tố ông đã nhận tiền cửa sau từ những vụ thầu tu bổ lại các trường trung học ở Paris. Trong thời gian làm tổng thống từ 1995 đến 2007, Chirac được hiến pháp cho quyền đặc miễn, điều mà nay không còn nữa. Trong nhiều năm trước đó, Chirac bị tố nhiều lần nhưng mãi đến ngày 29 tháng 10 năm 2009 mới chính thức bị kiện ra tòa. Tên của Chirac từng gắn liền trực tiếp với ba vụ điều tra hình sự riêng biệt liên quan đến việc tham nhũng ở tòa thị chính Paris. Mặc dù Chirac tránh khỏi không bị liên can trực tiếp đến những vụ xử án, nhưng một số cựu đồng minh và cộng sự của ông đã bị kết án vì tội tham nhũng.
Cùng lúc, Charles Pasqua, cựu bộ trưởng nội vụ của ông, và Jean-Christophe Mitterrand, con trai của cố Tổng thống Francois Mitterrand, bị kết tội nhận tiền hối lộ liên quan đến việc bán vũ khí bất hợp pháp cho Angola trong thời gian nước này có nội chiến trong thập niên 1990. Dominique de Villepin, cựu thủ tướng của Chirac, cũng chờ lãnh bản án trong một vụ xử ông bị truy tố đã bôi nhọ đối thủ Nicolas Sarkozy trong cuộc tranh cử tổng thống năm 2007, mà người chiến thắng là ông Sarkozy.

## Trong văn hoá

### Dấu ấn trong văn hoá đại chúng Pháp
Vì sự nghiệp chính trị dài với các chức vụ quan trọng trong chính phủ của Jacques Chirac, ông thường bị nhại theo hay châm biếm: Jacques Chirac trẻ là hình mẫu của một nhân vật quan chức trẻ trong cột tranh hài Asterix Obelix and Co., đề nghị các biện pháp giải quyết sự bất ổn Gallic với những người cao tuổi, các chính trị gia Roma kiểu cũ. Chirac cũng xuất hiện trong Le Bêbête Show như một nhân vật quá kích động và hay thay đổi.
Jacques Chirac là một nhân vật được ưa tích trong Les Guignols de l'Info, một kiểu múa rối. Ông từng được thể hiện như một nhân vật đáng quý, dù hơi quá dễ bị kích động; tuy nhiên, sau những cáo buộc tham nhũng, ông đã được thể hiện như một kẻ tài tử và không có tài năng người ăn trộm tiền của công và nối dối qua hàm răng. Nhân vật của ông trong một thời gian đã phát triển một super hero thay thế hoàn toàn, Super Menteur ("Siêu nói dối") để giúp ông thoát khỏi những tình huống khó khăn. Vì những điều được cho là không đúng đắn của ông, ông đã được thể hiện trong một bài hát Chirac en prison ("Chirac trong tù") của ban nhạc punk Pháp Wampas, với một video clip do Guignols thực hiện.

### Trong phim
Vai của ông do Charles Fathy đóng trong phim của Oliver Stone W. Ông cũng xuất hiện trong bộ phim của HBO The Special Relationship, do Marc Rioufol thể hiện.

## Sự nghiệp chính trị
Tổng thống Cộng hoà Pháp: 1995–2007
Thành viên Hội đồng Hiến pháp Pháp: Từ năm 2007
Chức vụ chính phủ
Thủ tướng: 1974–1976 / 1986–1988
Bộ trưởng Nội vụ: tháng 3–tháng 5 năm 1974
Bộ trưởng Nông nghiệp và Phát triển Nông thôn: 1972–1974
Bộ trưởng Quan hệ Nghị viện: 1971–1972
Quốc vụ khanh về Kinh tế và Tài chính: 1968–1971
Quốc vụ khanh về các Vấn đề Xã hội: 1967–1968
Chức vụ qua bầu cử
Thành viên Quốc hội Pháp cho Corrèze: Tháng 3, 4 năm 1967 (Trở thành Quốc vụ khanh vào tháng 4 năm 1967) / 1976–1986 (Trở thành Thủ tướng năm 1986) / 1988–1995 (Trở thành Tổng thống năm 1995)
Thị trưởng Paris: 1977–1995
Ủy viên hội đồng thành phố Sainte-Féréole: 1965–1977
Ủy viên trưởng hội đồng Corrèze: 1968–1970 / 1979–1982
Chủ tịch đại hội đồng Corrèze: 1970–1979
Thành viên Nghị viện châu Âu: 1979–1980
Chức vụ chính trị
Chủ tịch Tập hợp vì nền Cộng hoà: 1976–1994

## Danh dự
- Grand-Croix de la Légion d'Honneur[48]
- Grand-Croix de l'Ordre National du Mérite
- Croix de la Valeur Militaire
- Médaille de l'Aéronautique
- Hiệp sĩ "Mérite agricole"
- Hiệp sĩ Order of Arts and Letters
- Hiệp sĩ Dark Star (Bénin) (French Colonial Order)
- Hiệp sĩ Mérite Sportif
- Grand-croix du Mérite de l'Ordre Souverain de Malte
- Officier de l'Ordre national du Québec
- Codor de oro
- Grand Cross of the Order of St. Olav (2000)[49]
- State Prize of the Russian Federation (2007)[50]

## Các danh hiệu từ khi sinh tới hiện tại
- Monsieur le Président de la République française (1995–2007)
- His Excellency The Sovereign Co-Prince of Andorra (1995–2007)

## Tiểu sử
- Emmanuel Hecht, Thierry Vey, Chirac de A à Z, dictionnaire critique et impertinent, Éditions Albin Michel, ISBN 2-226-07664-6
- Valéry Giscard d'Estaing, Le pouvoir et la vie, tome 3
- Frederic Lepage, A Table avec Chirac